# 28-cm-Kanone 5 (E)
Le 28-cm-Kanone 5 (E) (en abrégé : "K 5") était une pièce d'artillerie de chemin de fer pour la Wehrmacht pendant la Seconde Guerre mondiale. Le E signifie "Eisenbahnlafette", "wagon" en allemand.

## Description
Cette pièce d'artillerie montée sur rails avait un calibre exact de 28,3 cm. Le tube était d'une longueur de 21,5 mètres sur un pivot ne permettant qu'une élévation verticale de l'arme. Ce pivot était monté sur un wagon à deux bogies de 12 roues. Ce montage ne permettait de faire varier l'axe horizontal du canon que de 2 degrés. Pour aligner la cible, en reculant ou en avançant le wagon, il fallait disposer d'une section de voie courbe ou d'une plate-forme tournante.

## Historique

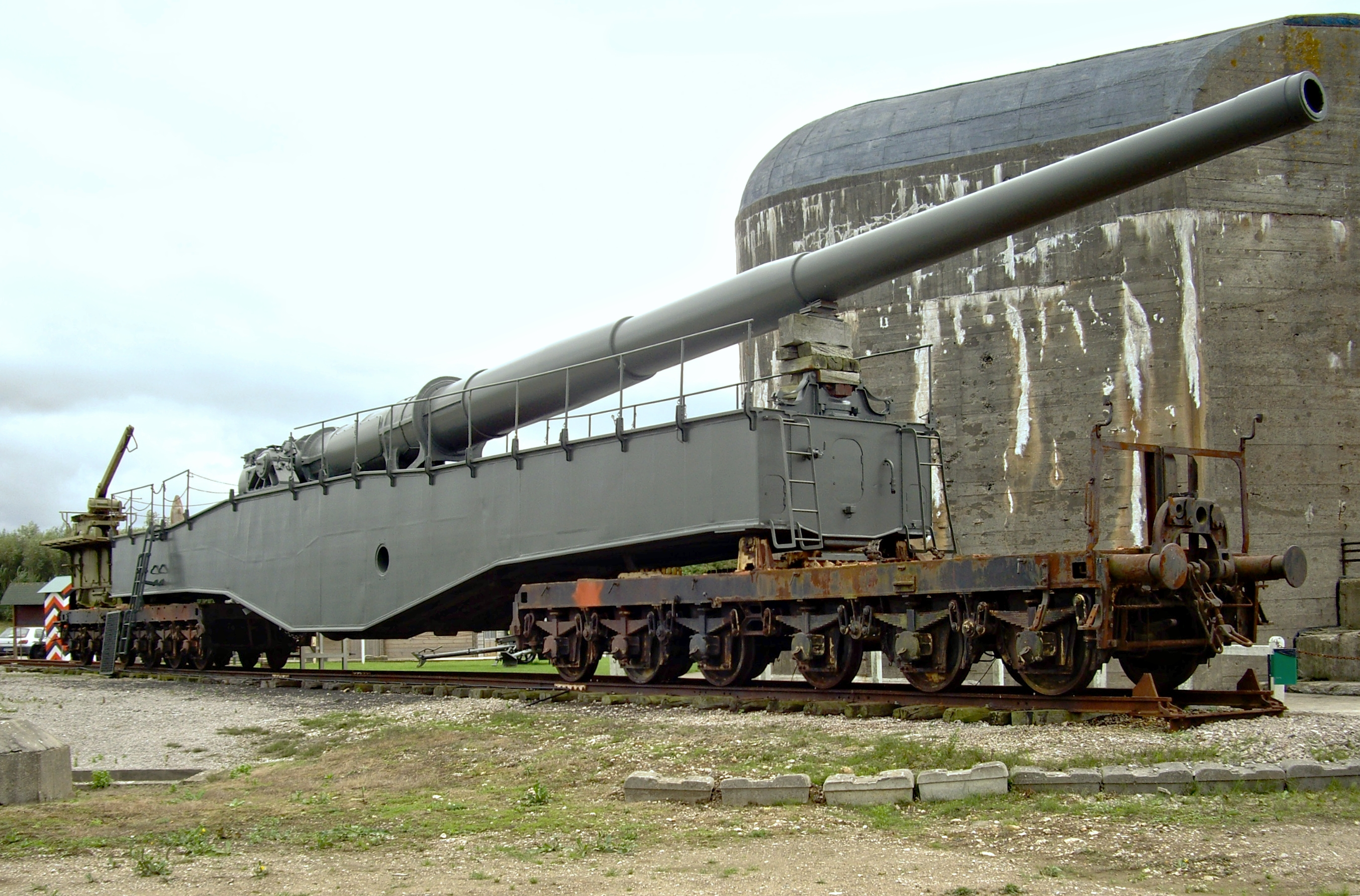
Le canon préservé en France.

Le "K 5" fut développé à partir de 1934 par Friedrich Krupp et produit dès 1937 en collaboration avec Hanomag à Hanovre. De février 1940 jusqu'à 1945, cette société livre 25 exemplaires à la Wehrmacht. Il s'agissait de la pièce d'artillerie standard de l'artillerie de chemin de fer. Il était efficace, mais à la merci des bombardiers alliés qui au fur et à mesure de l'avancement du conflit menacèrent de plus en plus les réseaux de chemins de fer dont ce type d'armement était forcément dépendant. Cette vulnérabilité et la complexité de sa mise en œuvre (nécessité d'une équipe de 250 personnes, munitions spécifiques souvent en rupture d'approvisionnement, lenteur de la cadence de tir avec un coup toutes les quatre minutes...) expliquent que ce canon fut plus employé pour servir les desseins de la propagande hitlérienne que pour son efficacité.

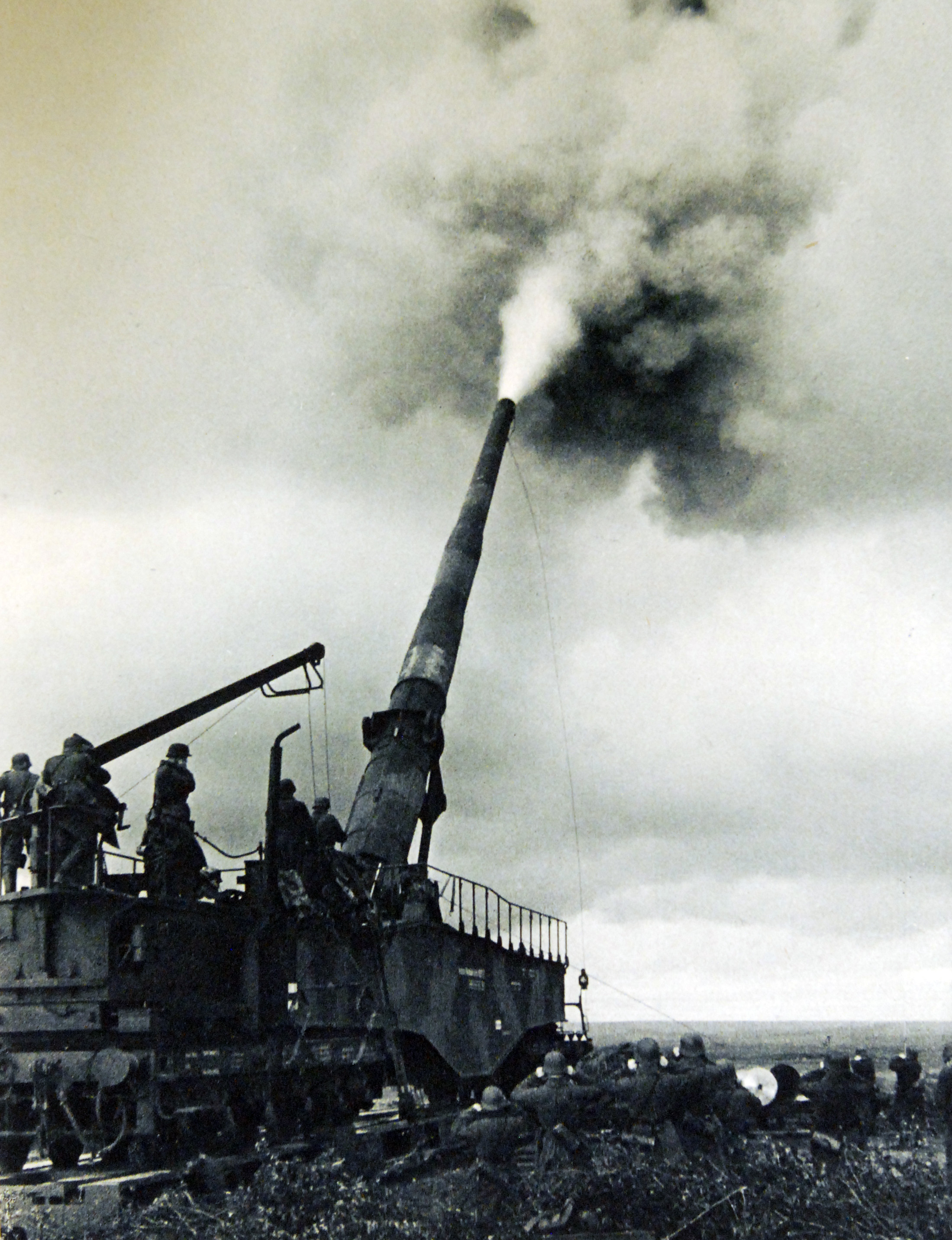
Un canon Krupp K5 tirant vers la Manche.

Trois de ces canons furent utilisés sur la côte de la Manche pour tirer sur les navires, avec un certain succès.
Le M65 Atomic Cannon entré en service en 1953 s'est inspiré de ce modèle.

## Exemplaires subsistant aujourd'hui
On peut encore voir deux exemplaires de ce canon :
- Le premier est conservé au United States Army Ordnance Training and Heritage Center aux États-Unis. Il a été reconstitué à partir des pièces de deux canons qui tirèrent sur la tête de pont américaine lors de l'opération Shingle à Anzio, au sud de Rome. Ils étaient nommés Robert et Leopold par les Allemands mais sont plus connus sous le surnom que leur donnèrent les Alliés - Anzio Annie et Anzio Express. Les canons furent découverts sur une voie de garage dans la ville de Civitavecchia, le 7 juin 1944, peu après la libération de Rome par les Alliés[5]. Robert avait été partiellement détruit par ses servants avant qu'ils ne se rendent et Léopold également mais moins gravement. Les deux canons furent envoyés aux États-Unis sur le champ de tir d'Aberdeen dans le Maryland où ils furent testés. Un K5 complet fut reconstitué à partir des deux sur la base de l'exemplaire Léopold. En 2011, il est démonté avec difficulté pour être transporté à Ford Lee en Virginie, nouveau site du musée, où les travaux pour l’exhiber commencent en 2018[4].

- Le second exemplaire survivant, était jusqu'au début des années 1990 à Tarbes. Il est, désormais, visible à côté du musée du Mur de l'Atlantique installé dans le Bunker N° 1 de la batterie Todt au hameau de Haringzelle à Audinghen dans le département du Pas-de-Calais (France)[6]. Un des trois Dombunkers est visible à proximité d'une carrière à Rinxent[7]; un autre à Calais[8] et enfin le troisième à Wimereux[9].